# باشگاه فوتبال سلانگور
باشگاه فوتبال سلانگور (انگلیسی: Selangor FA) یک باشگاه فوتبال از مالزی است که در شهر شاه عالم ایالت سلانگور قرار دارد. این تیم سابقه نایب قهرمانی در مسابقات باشگاهی قهرمانی آسیا ۱۹۶۷ را دارد.